# Shadow on the Wall (Lied)
Shadow on the Wall ist ein Rocksong des englischen Musikers Mike Oldfield gemeinsam mit Sänger Roger Chapman, der im September 1983 als Single bei Virgin Records erschien. Es ist die dritte Singleauskopplung aus seinem Album Crises, das bereits im Mai 1983 erschienen war, und das letzte Lied auf dem Album. Das Lied erreichte in Europa hohe Chartpositionen und wurde in Österreich zum Nummer-eins-Hit.

## Musik und Text
Musikalisch mischt Oldfield in den rockigen Song einige Hard-Rock-Elemente, etwa die verzerrten zweistimmigen E-Gitarrenleads und das ebenso doppelstimmige Solo. Auch ist Roger Chapmans Gesang sehr rau angelegt. Das Musikvideo beschreibt eine Verhörszene, der Text ist aber allgemeiner auf eine Person interpretierbar, die unter Druck gesetzt wird und keinen Ausweg sieht, etwa in einer persönlichen Beziehung („Treat me like a prisoner / Treat me like a fool / Treat me like a loser / Use me as a tool“ – „Behandle mich wie einen Gefangenen / Behandle mich wie einen Narren / Behandle mich wie einen Verlierer / Benutze mich wie ein Werkzeug“).

## Entstehung und Veröffentlichung
Das Lied wurde von Oldfield selbst geschrieben und von ihm gemeinsam mit Simon Phillips produziert. Die Aufnahmen fanden von November 1982 bis April 1983 in Denham in England statt. Zuvor hatte Oldfield Roger Chapman über einen Freund in seiner Stammkneipe ansprechen lassen. Bei den Aufnahmen ließ Oldfield Chapman die „kräftezehrenden“ Gesangsspuren mehrfach einsingen, bis dieser sich beschwerte. Hinterher habe Oldfield laut Chapman zugegeben, dass er Chapman dies tun ließ, weil er sich früher einmal als Bassist bei dessen Band Family beworben hatte und nicht genommen worden sei. Shadow on the Wall erschien im Mai 1983 auf dem Album Crises und wurde im September 1983 als dritte Single daraus veröffentlicht. Außer einigen Fernsehauftritten kam es zu keiner weiteren Zusammenarbeit der Musiker. Das Stück wurde später auf Kompilationsalben wie Collection (2009) und The Platinum Collection (2006) veröffentlicht.
Die Single erreichte hohe Chartplatzierungen in Deutschland (Platz drei), der Schweiz (Platz vier) und in Österreich (Platz eins). Im Vereinigten Königreich schaffte es Shadow on the Wall lediglich auf Platz 95.
| ChartsChartplatzierungen     | Höchstplatzierung | Wochen |
| ---------------------------- | ----------------- | ------ |
| Deutschland (GfK)            | 3 (20 Wo.)        | 20     |
| Österreich (Ö3)              | 1 (16 Wo.)        | 16     |
| Schweiz (IFPI)               | 4 (13 Wo.)        | 13     |
| Vereinigtes Königreich (OCC) | 95 (2 Wo.)        | 2      |

## Titelliste

### 7″-Single
1. Shadow on the Wall (3:09)
2. Taurus (2:25)

### 12″-Maxi
1. Shadow on the Wall (Extended Version) (5:07)
2. Taurus (2:25)

## Musikvideo
Für diese Single wurde ein Musikvideo veröffentlicht. Dessen Regie führte Keith McMillan. Es ist auf The Wind Chimes (VHS und Laserdisc) erhältlich und ist auch auf der DVD-Version von Elements – The Best of Mike Oldfield zu finden.

## Coverversionen
Coverversionen existieren unter anderem von der schwedischen Metalband Arch Enemy sowie von Nanne Grönvall, einer Sängerin aus demselben Land.